# Ramžené (szczyt)
Ramžené (1157 m) – szczyt w zachodniej części Niżnych Tatr na Słowacji. Znajduje się w tzw. Grupie Salatynów (Salatíny) w górnej części Doliny Lupczańskiej (Ľupčianska dolina), po wschodniej stronie Salatína (1630 m). Jego południowe stoki opadają do doliny potoku Malé Železné, we wschodnim kierunku ciągnie się grzbiet tworzący lewe zbocza tego potoku. Grzbiet ten kończy się wybitnym wzniesieniem Červený grúň.
Jest całkowicie porośnięty lasem. Znajduje się w obrębie Parku Narodowego Niżne Tatry i nie prowadzi przez niego żaden szlak turystyczny.